# Nicholas Rush
Il dottor Nicholas Rush è un brillante scienziato appartenente all'universo fantascientifico di Stargate, in particolare di Stargate Universe. Il dottor Rush viene interpretato dall'attore Robert Carlyle.
Nonostante sia un genio nel suo campo, il personaggio del dottor Rush è caratterizzato dalla quasi totale assenza di umanità, che caratterizza invece la maggior parte dei membri del Programma Stargate.

## Biografia

### Prima dellaDestiny
Il dottor Rush incominciò i suoi studi a Oxford per divenire poi professore all'Università della California - Berkeley. Durante questo periodo sposò Gloria, la quale dopo pochi anni morì di cancro. La sua morte spinse Rush a impegnarsi totalmente nel suo lavoro, in particolare nel progetto del nono simbolo dello Stargate.
Nel 2009, Rush era a capo del progetto del nono simbolo nella base Icarus. Quando Eli Wallace scopre la formula che avrebbe infine permesso di collegarsi al nono simbolo, Rush e Jack O'Neill, personalmente, fecero visita a Eli per convincerlo a unirsi al Programma Stargate. Il fallimento della formula di Eli però causò degli attriti tra i due, dato che Rush era sicuro che l'indirizzo usato sullo Stargate fosse esatto.
Quando il pianeta viene attaccato, per paura che il lavoro della sua vita fosse svanito nel nulla, Rush si convinse a seguire la teoria di Eli e riuscì ad attivare un collegamento con uno Stargate attraverso il nono simbolo. Con alcuni sopravvissuti attraversò il dispositivo e giunse su una nave degli Antichi, chiamata Destiny, miliardi di anni-luce dalla Terra.

### A bordo dellaDestiny
Giunto a bordo della nave, il dottore fu il primo a cominciare a esplorare la nave, scoprendo ben presto che il supporto vitale non funzionava correttamente. Tentando di riavviare il sistema della Destiny, Rush dovette scontrarsi con l'opposizione di Eli che credeva la nave potesse esplodere. Il sergente Ronald Greer, vedendo che Rush continuava imperterrito, gli puntò l'arma addosso minacciandolo ma fu fermato dal tenente Matthew Scott che concesse a Rush di tentare. Tentativo che, per altro, fallì.
Ben presto, Rush identificò il problema in un filtro dell'anidride carbonica e in un foro all'interno di uno degli Shuttle della nave. Per risolvere la questione dello Shuttle, si doveva entrare all'interno del mezzo e chiudere le porte che lo collegavano alla Destiny. Ciò voleva dire però sacrificare sé stessi. Rush cominciò a riflettere su chi, tra l'equipaggio, potesse essere sacrificabile ma la sua decisione fu anticipata dal sacrificio del senatore Alan Armstrong. Per risolvere il problema del filtro, Rush guidò una spedizione con Greer e Scott su un pianeta deserto, dopo che la Destiny uscì dalla modalità FTL.
Risolto il problema del riciclo dell'aria, Rush si concentrò sul livello energetico della nave, oramai critico. Cercando di risolvere il problema ebbe un collasso e svenne per una decina d'ore, risvegliandosi in tempo per scoprire che la Destiny era diretta contro una stella.
Rush decise così di escludere il suo nome dalla lotteria per lo Shuttle e si ritirò nella sua stanza a leggere. Tempo dopo si rese conto che a quest'ora avrebbe dovuto essere già morto e, analizzando i sistemi della nave, comprese che era stata la Destiny stessa a dirigersi contro la stella, per poter ricaricare i suoi reattori.
Diverse settimane dopo, Rush e gli altri scienziati scoprirono che le riserve d'acqua della nave erano calate troppo rapidamente. Durante la pausa tra un viaggio e l'altro, Rush scopre che il problema è dovuto alla presenza di alcuni insetti del pianeta deserto e realizza un piano per liberarsene, lasciandoli poi su un pianeta di ghiaccio.
Quando l'IOA invia il colonnello David Telford, attraverso il dispositivo di comunicazione a lunga distanza, per eseguire un piano per riportare l'equipaggio sulla Terra, Rush cerca di opporsi in ogni modo a ciò, insinuando quanto fosse rischioso. Simulando un pericolo imminente, in modo da spingere Telford e i suoi uomini a interrompere il collegamento, il dottore riesce a far saltare il piano dell'IOA e a salvare la nave, bollando negativamente ogni ulteriore scenario proposto da Eli.
Durante un'esplorazione della nave, Rush e Greer scoprirono un'interfaccia simile all'Archivio degli Antichi, trovato da Jack O'Neill. Rush affermò che qualcuno doveva provare a interagire con essa, dato che quello era un modello primitivo rispetto a quello che trovò O'Neill e che quindi sarebbe stato sicuramente meno pericoloso per la mente umana. Inoltre, aggiunse che, con le informazioni in essa contenute, avrebbero ottenuto tutte le informazioni necessarie per controllare la Destiny. Il colonnello Everett Young però proibì a tutti di seguire il piano di Rush, il quale tentò di raggirarlo, mentendo inutilmente nell'aver trovato un pianeta simile a Icarus ma che per trovarlo era necessario usare l'interfaccia. La menzogna però fu scoperta da Eli.
Quando il sergente Spencer si suicida, Rush fu il primo a trovare il suo cadavere. Sfruttando l'opportunità, prende la pistola e la porta nella stanza di Young, dove viene trovata durante le indagini. A questo punto incomincia un processo contro il colonnello e il comando passa a Camile Wray che concede a Rush di continuare gli esperimenti sull'interfaccia. Il dottore convince Jeremy Franklin a sedersi sull'interfaccia, la quale lo rende catatonico. Quando Eli scopre che Spencer si è suicidato e che era stato Rush a spostare la pistola, lo riferisce a Young. Il colonnello, scagionato e di nuovo al comando, affronta Rush su un pianeta deserto dove la spedizione ha trovato una nave aliena schiantatasi sulla superficie. Rush viene colpito duro da Young, perdendo conoscenza e venendo abbandonato sul pianeta.
Ripresosi, Rush comincia a esplorare la nave abbandonata e riesce ad attivare un segnale che richiama i Nakai che lo fanno prigioniero per ottenere informazioni sulla Destiny. In seguito viene liberato da Young, giunto sulla nave nel corpo di un alieno per liberare Chloe, catturata durante un precedente attacco alla Destiny. Young però, dopo aver perso il collegamento, dà l'ordine di distruggere la nave madre Nakai. Rush nel frattempo riesce a trovare Chloe, a liberarla e a fare ritorno sulla Destiny in tempo. Infine, il dottore e Young decidono di mettere da parte le proprie divergenze per il bene dell'equipaggio, anche se, segretamente, complotta con Camile per rimuovere Young dal comando.
Quando ne ebbero la possibilità, Rush e Camile avviarono il loro piano per dividere i civili dai militari e costringere questi ultimi ad arrendersi. Il vero motivo dell'ammutinamento però fu che Rush temeva che Young lo avrebbe ucciso per rimuovere il dispositivo di tracciamento che i Nakai gli avevano impiantato nel petto. Il colonnello però riesce a riprendere il controllo della nave e ordina che il dispositivo venga rimosso chirurgicamente. Per fare ciò, Chloe cede temporaneamente il suo corpo a un chirurgo che opera Rush con l'assistenza di Tamara Johansen.
Dopo essersi ripreso Rush e Brody modificano l'interfaccia della nave per poterla usare e lo stesso Rush vi ci siede per testarla, scoprendo una chiave per decifrare il codice della nave. Durante questo test ebbe una visione della sua vita, prima di unirsi al Programma Stargate.
Durante la visione, una squadra, composta da Scott, Eli, Greer e Chloe, rimane intrappolata su un pianeta. La Destiny aveva infatti incominciato il viaggio in modalità FTL. Rush, con l'aiuto di altri scienziati, riuscì a realizzare una mappa della rete di Stargate e a inviargliela per aiutarli a tornare, tuttavia senza avere successo.
Fortunatamente la nave non aveva sufficiente energia per passare da una galassia all'altra e si fermò a portata degli Stargate. Il gruppo riesce così a rientrare a bordo. Rush, Eli e la dottoressa Amanda Perry, nel corpo di Camile riuscirono a far ripartire i motori FTL durante un attacco dei Nakai e dopo un sabotaggio eseguito dagli stessi.
Assieme a Greer e Camile fu colpito da un'infezione Nakai che provocò allucinazioni. Prima che potessero essere curati da Tamara, rischiò quasi di essere ucciso da Greer che egli stesso vedeva come un Nakai stesso.

### L'invasione
Dopo essersi scambiato con il colonnello David Telford, Rush sognò dei ricordi del colonnello che lo portarono a credere che fosse una spia dell'Alleanza Lucian. Young quindi gli concesse di investigare dalla Terra dopo essersi scambiato di nuovo con Telford. Una volta sulla Terra, prese contatti con l'Alleanza fingendosi Telford. Venne però scoperto, catturato e torturato, dato che non conosceva la parola d'ordine assegnata a Telford. Scoperta la sua identità, fu costretto da Kiva a completare il loro progetto, creando un collegamento con la Destiny. Nel compiere ciò, Rush diede il tempo a Young di rimuovere il lavaggio del cervello a Telford e avvisare la Terra su ciò che stava accadendo. La George Hammond fu inviata a salvare Rush ma ciò spinse l'Alleanza ad affrettare i piani e il gruppo d'invasione giunse a bordo della Destiny.
Giunti sulla nave, il collegamento tra Rush e Telford si interruppe e ognuno tornò sul suo corpo. Rush tentò di fuggire dal conflitto che seguì, rifugiandosi nella sala controllo. La situazione si aggravò quando la Destiny fu divisa dalle due fazioni, Tau'ri (terrestri) e Alleanza, e dalle radiazioni periodiche di una pulsar.
In possesso dei comandi degli scudi, Rush poté abbassare le difese per costringere l'Alleanza ad arrendersi, minacciando i suoi membri di morte per radiazioni. Rush e i suoi uomini si spostarono in uno dei laboratori, uno dei luoghi protetti, e, nonostante vi fossero Scott e Greer in camminata spaziale quindi a rischio di morte, portò a termine il suo piano, questa volta con successo.

### Dopo l'invasione
Poco tempo dopo, il programma scritto da Rush ruppe il codice della nave, permettendogli di accedere al ponte di comando e quindi a tutti i sistemi della Destiny. Tuttavia, invece di condividere la scoperta con il resto dell'equipaggio, decise di tenere tutto per sé. Potendo così controllare la nave, Rush fermò la Destiny vicino a un pianeta quando l'equipaggio necessitò urgentemente di rifornimenti.
In seguito, la Destiny raggiunse un'altra nave degli Antichi, la quale doveva essere partita molto tempo prima per depositare gli Stargate sui pianeti che poi la Destiny stessa avrebbe dovuto raggiungere. Rush fece parte del gruppo inviato a esplorare la nave che, per qualche motivo, era non operativa. Ben presto, fu scoperto e neutralizzato un alieno a bordo della nave a cui la Destiny si ancorò e Rush fu inviato ad avviare il trasferimento di energia verso la Destiny stessa. Quando l'alieno si riprese, con alcuni suoi simili, rese inoffensivo il dottore e cominciò a invertire il trasferimento di energia, rischiando di prosciugare la Destiny. Greer portò via Rush che una volta ripresosi si diresse al ponte di comando e sconnetté le due navi prima che fosse troppo tardi.
Alcuni giorni dopo, viene trovata una nave degli Ursini deserta e Rush e Young vi salgono a bordo per esplorarla ma accidentalmente avviano i motori hyperdrive e la nave comincia ad allontanarsi. Rush è costretto così a richiedere l'aiuto di Amanda Perry, esperta di motori hyperdrive, e indirettamente il dottore la guida fino al ponte di comando della Destiny, luogo che viene poi scoperto da Eli, Brody e Volker. In seguito, Simeon uccide la dottoressa Perry e, di conseguenza, Ginn che le aveva dato il corpo. L'ex membro dell'Alleanza Lucian, poi, fugge verso un pianeta sconosciuto. Rush decide di seguirlo e, una volta trovato, lo uccide sparandogli in testa.
Durante l'attacco dei droni Berzerker, Rush si convinse che si sarebbe dovuto fare il doppio gioco con gli Ursini e fuggire non appena possibile. In seguito studiò con Eli uno dei droni e i due trovarono un modo per distruggere la nave madre dei droni. Una volta che gli Ursini si sacrificarono, la Destiny riuscì a fuggire dalla zona dei droni.
Dopo aver provato a contattare la Terra attraverso una stella, un malfunzionamento costrinse l'equipaggio tranne Rush ad attraversare lo Stargate. Rush li credette tutti morti, anche se in realtà l'equipaggio viaggiò indietro di 2.000 anni e si stanziò sul pianeta Novus. Il dottore viaggiò indietro nel tempo di 12 ore, attraverso lo Stargate, avvertendo tutti del pericolo, dicendo loro che la nave sarebbe potuta esplodere. Il Rush del futuro, prima di lasciarsi morire a bordo della nave del futuro, convinse il Rush del passato a recuperare dei pezzi per la Destiny dalla Destiny del futuro.
Grazie a Chloe, Rush scopre che la coscienza della dottoressa Perry si trova nel dispositivo di comunicazione a lungo raggio e scarica la coscienza stessa nella memoria della Destiny.
In seguito scaricherà anche la sua memoria nella Destiny in modo da poter stare con Amanda e si arrabbierà con Eli quando quest'ultimo decide di spostare le coscienze di Amanda e Ginn in una zona di quarantena della memoria.
Poco tempo dopo, quando la Destiny incrocia degli umani che affermano di essere i discendenti dell'equipaggio, Young accetta di portarli su Novus, anche se Rush si oppone, affermando che vi era un problema al filtro dell'anidride carbonica.
Una volta giunti su Novus, Rush trova una quantità di risorse necessarie a garantire un filtraggio dell'aria per diversi anni.
In conclusione, Rush viene messo, con il resto dell'equipaggio, in stasi per risvegliarsi circa tre anni dopo, quando la Destiny avrebbe concluso il suo viaggio nella galassia in cui si trovava, dove i droni Berzerker proteggevano ogni pianeta lungo il viaggio della nave.